# Ruo (Micronesia)
Ruo è un atollo delle Isole Caroline. Amministrativamente è una municipalità del Distretto Oksoritod, di Chuuk, uno degli Stati Federati di Micronesia. 
Ha una superficie di 1 km² e 575 abitanti (Census 2008).